# Mohamed Fawzi
Mohammed Fawzi Jawhar Faraj Abdullah Al Jawhar (Ras al-Khaimah, 22 febbraio 1990) è un calciatore emiratino, di ruolo centrocampista che attualmente milita nella squadra dell'Al Arabi.

## Carriera

### Club
Mohamed ha cominciato a giocare nelle giovanili del Al-Ahli Club, passando nel 2010 al Baniyas Sports & Culture Club squadra in cui milita fino al 2014, anno in cui si trasferisce all'Al-Ain dove rimane per due stagioni. Nel 2016 cambia nuovamente squadra, trasferendosi nell'Al-Jazira Club dove milita per quattro stagioni; nel gennaio del 2020 lascia il club di Abu Dhabi per trasferirsi nell'Al-Nasr Sports Club.

### Nazionale
Fawzi esordisce con la nazionale maggiore nel 2011, dopo aver militato in tutte le nazionali minori emiratine:Under-17, Under-20 e Under-23.
Con l'Under-20 ha giocato 5 partite nei Mondiali Under-20 del 2009, senza segnare alcuna rete.
Con la nazionale Under-23 ha partecipato ai XVI Giochi asiatici terminati al secondo posto e ai Giochi Olimpici del 2012, dove ha giocato una partita senza segnare.

## Palmarès

### Club
- UAE Arabian Gulf League: 3

Al Ahli: 2008-2009
Al Ain: 2014-2015
Al Jazira: 2016-2017
- Supercoppa degli Emirati Arabi Uniti: 1

Al Ain: 2015
- Coppa del Presidente degli Emirati Arabi Uniti: 1

Al Ain: 2013–2014

### Nazionale
- Coppa d'Asia Under-19

2008
- Giochi asiatici

2010
- Coppa delle nazioni del Golfo

2013